# Rhosus storiana
Rhosus storiana là một loài bướm đêm trong họ Noctuidae.